# سفیدبرفی (فیلم ۱۹۱۶)
سفیدبرفی (انگلیسی: Snow White) فیلمی در ژانر رمانتیک و فانتزی است که در سال ۱۹۱۶ منتشر شد. از بازیگران آن می‌توان به مارگریت کلارک، کریتن هالی و ریچارد بارتلمس اشاره کرد.